# Asterina hoensonae
Asterina hoensonae är en sjöstjärneart som beskrevs av O'Loughlin 2009. Asterina hoensonae ingår i släktet Asterina och familjen Asterinidae. Inga underarter finns listade i Catalogue of Life.